# Непослушники
«Непослушники» (иногда упоминается как «Непослушник 3») — российский комедийный фильм Владимира Котта с Виктором Хориняком в главной роли. Является продолжением (сиквелом) к фильму «Непослушник 2. Вспомнить всё», который вышел 15 декабря 2022 года, а также третьим и последним фильмом киносерии. Сюжет картины описывает историю об изменениях в жизни героев. Следователь решает дать четверым детям-сиротам последний шанс, привезя их к отцу Анатолию, чтобы перевоспитать их, но обстоятельства заставят героев принимать непростые решения, а опасное путешествие изменит их жизни.
В проекте также сыграли Гоша Куценко, Юрий Кузнецов и Сергей Селин. Премьера фильма состоялась 6 июня 2024 года. «Непослушники», как и предыдущие два фильма серии, получили смешанные отзывы с критикой жанра, но похвалы юмора. Триквел собрал в прокате 218 миллионов рублей при бюджете в 110, став кассовым провалом. Телевизионная премьера фильма состоялась 6 января 2025 года на телеканале «Россия-1».

## В ролях
| Актёр                   | Роль                                         |
| ----------------------- | -------------------------------------------- |
| Виктор Хориняк          | Дима                                         |
| Юрий Кузнецов           | отец Анатолий настоятель Димитрова монастыря |
| Гоша Куценко            | Саша Чёрный бывший криминальный авторитет    |
| Сергей Селин            | Петрович отец Димы                           |
| Екатерина Новокрещенова | Даша                                         |
| Никита Конкин           | Вадик                                        |
| Алиса Клагиш            | Ирочка                                       |
| Федор Скальский         | Костик                                       |
| Игорь Чернявый          | Сильвер                                      |
| Мирон Вальц             | Дима, сын Димы                               |
| Александр Комиссаров    | монах                                        |
| Антон Ескин             | монах                                        |
| Олег Каменщиков         | монах                                        |
| Александр Синюков       | монах                                        |
| Владислав Кудряев       | монах                                        |
| Николай Качура          | монах                                        |
| Андрей Малахов          | камео                                        |
| Борис Каморзин          |                                              |

## Производство
По словам продюсера, очередная часть франшизы в большей степени нацелена привлечь семейную аудиторию — в числе новых персонажей продолжения четверо детей. 
«Третья часть „Непослушника“ для меня — это абсолютно семейная история про то, что каждый может найти близких людей — семью. Побег с детьми для Саши Черного становится путешествием не только на край Земли, но и внутрь себя. В этой истории очень много связано как с фантастическим персонажем, так и с представлением детей о том, как должна выглядеть настоящая семья, которой у них нет, но которую они обретут в конце концов» — Владимир Котт.
Съёмки третьей части франшизы «Непослушник» завершились в ноябре 2023 года.

## Восприятие
На сайте Критиканство фильм заработал 60 баллов из 100 на основе 5 рецензий.